# Saint-Clément-des-Levées
Saint-Clément-des-Levées est une commune française située dans le département de Maine-et-Loire en région Pays de la Loire.

## Géographie

### Localisation
Commune ligérienne de la vallée de l'Authion, Saint-Clément-des-Levées se situe en amont des Rosiers-sur-Loire, sur les routes D 213 et D 952, Les Rosiers-sur-Loire - Saint-Martin-de-la-Place.

### Communes limitrophes
|                     |                          | Longué-Jumelles |
|                     | Saint-Clément-des-Levées |                 |
| Gennes-Val-de-Loire |                          |                 |

### Climat
Pour des articles plus généraux, voir Climat des Pays de la Loire et Climat de Maine-et-Loire.
En 2010, le climat de la commune est de type climat océanique altéré, selon une étude du CNRS s'appuyant sur une série de données couvrant la période 1971-2000. En 2020, Météo-France publie une typologie des climats de la France métropolitaine dans laquelle la commune est exposée à un climat océanique et est dans la région climatique Moyenne vallée de la Loire, caractérisée par une bonne insolation (1 850 h/an) et un été peu pluvieux.
Pour la période 1971-2000, la température annuelle moyenne est de 12 °C, avec une amplitude thermique annuelle de 14,8 °C. Le cumul annuel moyen de précipitations est de 584 mm, avec 10,9 jours de précipitations en janvier et 6 jours en juillet. Pour la période 1991-2020, la température moyenne annuelle observée sur la station météorologique de Météo-France la plus proche, « La Menitré », sur la commune de La Ménitré à 10 km à vol d'oiseau, est de 12,8 °C et le cumul annuel moyen de précipitations est de 668,8 mm,. Pour l'avenir, les paramètres climatiques de la commune estimés pour 2050 selon différents scénarios d'émission de gaz à effet de serre sont consultables sur un site dédié publié par Météo-France en novembre 2022.

## Urbanisme

### Typologie
Au 1er janvier 2024, Saint-Clément-des-Levées est catégorisée bourg rural, selon la nouvelle grille communale de densité à sept niveaux définie par l'Insee en 2022.
Elle est située hors unité urbaine. Par ailleurs la commune fait partie de l'aire d'attraction de Saumur, dont elle est une commune de la couronne,. Cette aire, qui regroupe 31 communes, est catégorisée dans les aires de 50 000 à moins de 200 000 habitants,.

### Occupation des sols
L'occupation des sols de la commune, telle qu'elle ressort de la base de données européenne d’occupation biophysique des sols Corine Land Cover (CLC), est marquée par l'importance des territoires agricoles (86,1 % en 2018), une proportion identique à celle de 1990 (86,1 %). La répartition détaillée en 2018 est la suivante : 
terres arables (55,8 %), zones agricoles hétérogènes (19,5 %), zones urbanisées (8,4 %), prairies (8,4 %), eaux continentales (5,5 %), cultures permanentes (2,4 %). L'évolution de l’occupation des sols de la commune et de ses infrastructures peut être observée sur les différentes représentations cartographiques du territoire : la carte de Cassini (XVIIIe siècle), la carte d'état-major (1820-1866) et les cartes ou photos aériennes de l'IGN pour la période actuelle (1950 à aujourd'hui).

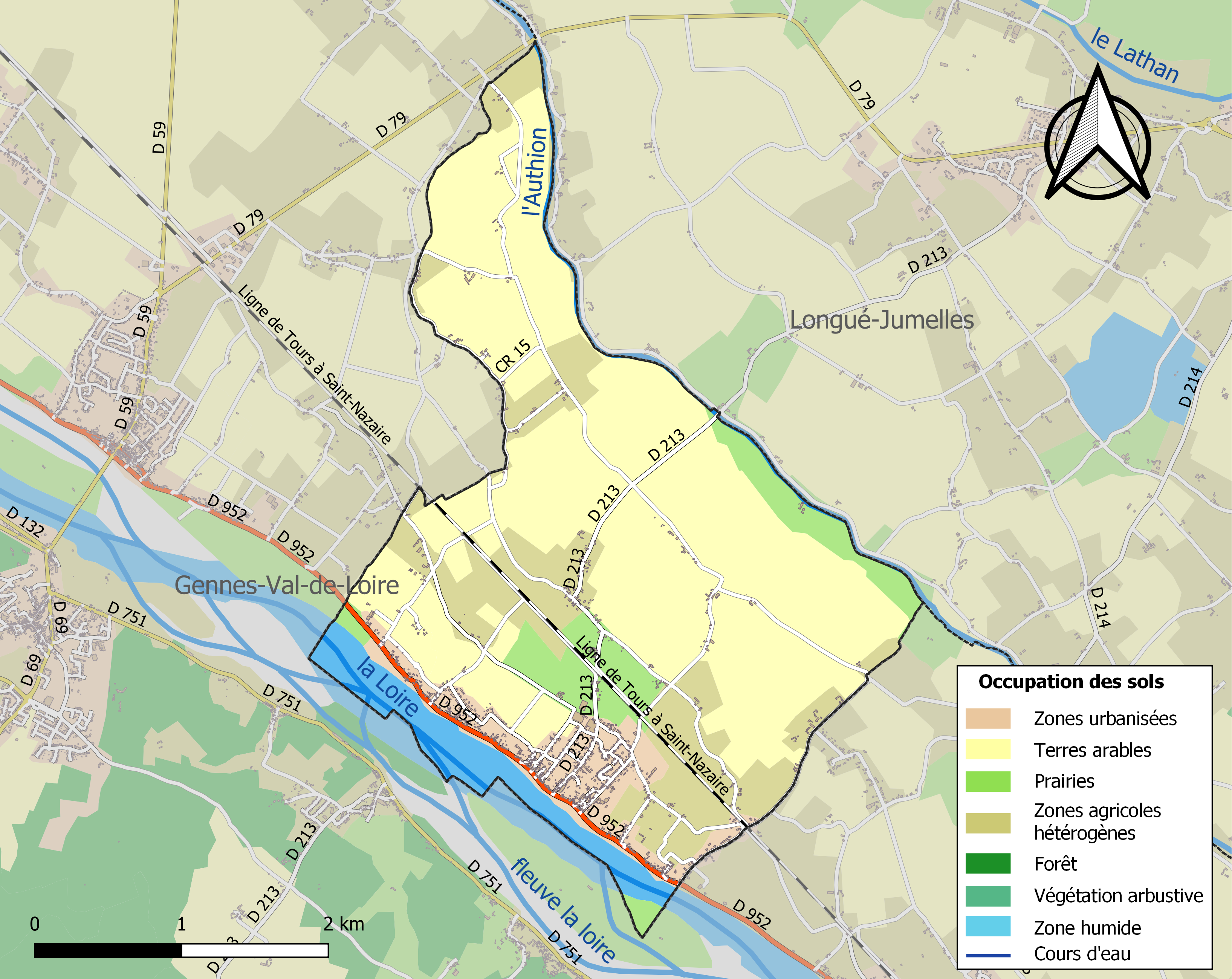
Carte des infrastructures et de l'occupation des sols de la commune en 2018 (CLC).

## Histoire
Ancien village de mariniers de Loire avec sept ports répartis le long de la commune.

## Politique et administration

### Administration municipale
| Période                                  | Période                    | Identité                   | Étiquette | Qualité                                     |
| ---------------------------------------- | -------------------------- | -------------------------- | --------- | ------------------------------------------- |
| 1790                                     |                            | Jean Fournier              |           |                                             |
| 26 octobre 1792                          | an IV                      | Michel-Pierre-Jean Dupont  |           |                                             |
| 1er fructidor an VIII (19 août 1800)     |                            | Florent Cornilleau         |           |                                             |
| 17 novembre 1815                         |                            | Héard de Boissimon         |           |                                             |
| 4 décembre 1815                          |                            | Nicolas Nouzilleau         |           |                                             |
| 14 mai 1822                              | décembre 1835 (démission)  | Charles Héard de Boissimon |           |                                             |
| 1836                                     |                            | Michel Despeignes          |           |                                             |
| 10 janvier 1839                          | 1840 (démission)           | Jacques Choyer             |           |                                             |
| 9 octobre 1840                           | 1843 (décès)               | Louis Cornilleau           |           |                                             |
| 24 février 1843                          |                            | Michel Despeignes          |           |                                             |
| 25 septembre 1843                        |                            | Nicolas Nouzilleau         |           |                                             |
| 2 septembre 1848                         | 1860 (démission)           | René Despeignes            |           |                                             |
| 24 mars 1860                             |                            | Clément Choyer             |           | nommé le 24 mars, installé le 10 avril 1860 |
| 1870                                     | 24 février 1900 (décès)    | Charles Haran              |           |                                             |
| 1er avril 1900                           | 8 juillet 1910 (décès)     | Auguste Breton             |           |                                             |
| 21 août 1910                             |                            | Joseph Nivelle             |           |                                             |
| 19 septembre 1912                        |                            | Armand Legeay              |           |                                             |
| 17 mai 1925                              | 1er avril 1943 (démission) | Henri Cazal                |           |                                             |
| 1er avril 1943                           |                            | Yves Cazal                 |           | nommé par arrêté du préfet                  |
| 12 novembre 1944                         |                            | François Nivelle           |           |                                             |
| 18 mai 1945                              | 19 avril 1961 (décès)      | Yves Cazal                 |           |                                             |
| 24 juin 1961                             | 17 avril 1963 (décès)      | Pierre Peneau              |           |                                             |
| 28 mai 1963                              |                            | Fernand Ossan              |           |                                             |
| 25 mars 1977                             |                            | Jeanne Riverin             |           |                                             |
| 22 mars 1983                             | 1995                       | Rémy Desbois               |           |                                             |
| juin 1995                                | mars 2008                  | Gaëtan Beillard            |           |                                             |
| mars 2008                                | mars 2014                  | Joël Le Coz                |           |                                             |
| mars 2014                                | En cours (au 29 mai 2020)  | Laurent Nivelle,           |           |                                             |
| Les données manquantes sont à compléter. |                            |                            |           |                                             |

### Intercommunalité
La commune est membre de la communauté d'agglomération Saumur Val de Loire après disparition de la communauté de communes Loire Longué, elle-même membre du syndicat mixte Pays des Vallées d'Anjou.

## Population et société

### Démographie

#### Évolution démographique
Saint-Clément-des-Levées compte 1 909 habitants en 1831, cette population décroissant ensuite à cause de la lente disparition de la navigation de la Loire au profit du chemin de fer, pour n'atteindre plus que 810 habitants en 1921, puis remontant légèrement pour osciller depuis 2006 autour de 1 100 personnes.
L'évolution du nombre d'habitants est connue à travers les recensements de la population effectués dans la commune depuis 1793. Pour les communes de moins de 10 000 habitants, une enquête de recensement portant sur toute la population est réalisée tous les cinq ans, les populations de référence des années intermédiaires étant quant à elles estimées par interpolation ou extrapolation. Pour la commune, le premier recensement exhaustif entrant dans le cadre du nouveau dispositif a été réalisé en 2006.

En 2022, la commune comptait 1 127 habitants, en évolution de +0,81 % par rapport à 2016 (Maine-et-Loire : +2,12 %, France hors Mayotte : +2,11 %).
| 1793  | 1800  | 1806  | 1821  | 1831  | 1836  | 1841  | 1846  | 1851  |
| ----- | ----- | ----- | ----- | ----- | ----- | ----- | ----- | ----- |
| 1 556 | 1 467 | 1 643 | 1 649 | 1 909 | 1 800 | 1 756 | 1 657 | 1 675 |

| 1856  | 1861  | 1866  | 1872  | 1876  | 1881  | 1886  | 1891  | 1896  |
| ----- | ----- | ----- | ----- | ----- | ----- | ----- | ----- | ----- |
| 1 611 | 1 593 | 1 434 | 1 318 | 1 210 | 1 170 | 1 115 | 1 106 | 1 021 |

| 1901 | 1906 | 1911 | 1921 | 1926 | 1931 | 1936 | 1946 | 1954 |
| ---- | ---- | ---- | ---- | ---- | ---- | ---- | ---- | ---- |
| 889  | 847  | 835  | 810  | 872  | 841  | 905  | 977  | 969  |

| 1962 | 1968 | 1975 | 1982 | 1990 | 1999  | 2006  | 2011  | 2016  |
| ---- | ---- | ---- | ---- | ---- | ----- | ----- | ----- | ----- |
| 981  | 956  | 935  | 909  | 937  | 1 005 | 1 113 | 1 149 | 1 118 |

| 2021  | 2022  | - | - | - | - | - | - | - |
| ----- | ----- | - | - | - | - | - | - | - |
| 1 112 | 1 127 | - | - | - | - | - | - | - |

#### Pyramide des âges
En 2018, le taux de personnes d'un âge inférieur à 30 ans s'élève à 31,5 %, soit en dessous de la moyenne départementale (37,2 %). À l'inverse, le taux de personnes d'âge supérieur à 60 ans est de 29,4 % la même année, alors qu'il est de 25,6 % au niveau départemental.
En 2018, la commune compte 540 hommes pour 558 femmes, soit un taux de 50,82 % de femmes, légèrement inférieur au taux départemental (51,37 %).
Les pyramides des âges de la commune et du département s'établissent comme suit.
| Hommes | Classe d’âge | Femmes |
| ------ | ------------ | ------ |
| 0,6    | 90 ou +      | 1,3    |
| 8,2    | 75-89 ans    | 10,2   |
| 18,2   | 60-74 ans    | 20,3   |
| 23,0   | 45-59 ans    | 18,1   |
| 16,9   | 30-44 ans    | 20,2   |
| 14,3   | 15-29 ans    | 10,7   |
| 18,9   | 0-14 ans     | 19,2   |

| Hommes | Classe d’âge | Femmes |
| ------ | ------------ | ------ |
| 0,9    | 90 ou +      | 2,1    |
| 7      | 75-89 ans    | 9,5    |
| 16,2   | 60-74 ans    | 16,9   |
| 19,4   | 45-59 ans    | 18,7   |
| 18,2   | 30-44 ans    | 17,5   |
| 18,8   | 15-29 ans    | 17,6   |
| 19,5   | 0-14 ans     | 17,6   |

## Économie
Sur 59 établissements présents sur la commune à fin 2010, 17 % relèvent du secteur de l'agriculture (pour une moyenne de 17 % sur le département), 12 % du secteur de l'industrie, 19 % du secteur de la construction, 42 % de celui du commerce et des services et 10 % du secteur de l'administration et de la santé. Fin 2015, sur les 71 établissements actifs, 3 % relèvent du secteur de l'agriculture (pour 11 % sur le département), 14 % du secteur de l'industrie, 14 % du secteur de la construction, 55 % de celui du commerce et des services et 14 % du secteur de l'administration et de la santé.
Activités : agriculture (polyculture, vergers, pépinières), industrie légère, artisanat (maroquinerie).

## Culture locale et patrimoine

### Lieux et monuments
Saint-Clément-des-Levées comporte plusieurs monuments : 
- Le château de Combres XVIIIe siècle.
- Le manoir des Granges XVIe et XXe siècles.
- Le manoir dit Le Gâtz, maison de maître.
- L'église Saint-Clément, patron des mariniers, XIXe.
- Les petites chapelles et oratoires sur la levée de la Loire[28].
- La maison de marinier Port-Cunault XIXe siècle. Sur les plates-bandes des fenêtres du premier étage de la façade du logis à la travée centrale, deux ancres de marine et deux branches de vigne avec grappes de raisin.
- L'oratoire Saint-François XIXe siècle, rue Thibault.
- L'oratoire Sainte-Marie-l'Auxiliatrice XIXe siècle, Port-Cunault.
- Le port fluvial dit le Port-Poisson.

### Personnalités liées à la commune
- Alfred Eluère, (1893-1985), né dans la commune, joueur de rugby puis dirigeant français. Président de la FFR de 1943 à 1952.